# ويليام فوكس (مستكشف)
ويليام فوكس (بالإنجليزية: William Fox)‏ هو مستكشف نيوزيلندي، ولد في 1826، وتوفي في 9 أبريل 1890.